# 伊勢与
伊勢与（いせよ、生没年不詳）とは江戸時代の江戸にあった地本問屋である。

## 来歴
伊勢与と号して寛政年間に江戸において地本問屋を営業している。鳥高斎栄昌、喜多川歌麿、玉川舟調の錦絵を出版している。

## 作品
- 鳥高斎栄昌 『婦人十二葉』 小判 錦絵揃物 寛政
- 玉川舟調 『風流相性鏡』 大判 錦絵揃物 寛政中期
- 喜多川歌麿 『風俗浮世八景』 大判8枚揃 錦絵 寛政後期